# 魯內貝里鎮區 (明尼蘇達州貝克縣)
魯內貝里鎮區（英語：Runeberg Township）是位於美國明尼蘇達州貝克縣的一個行政鎮區。

## 地方資料
魯內貝里鎮區的面積為92.50平方千米，當中陸地面積為92.40平方千米，而水域面積為0.10平方千米。根據2020年美國人口普查的數據，當地共有人口639人，而人口密度為每平方千米6.91人。